# Typhlodromus porus
Typhlodromus porus är en spindeldjursart som beskrevs av Wu 1988. Typhlodromus porus ingår i släktet Typhlodromus och familjen Phytoseiidae. Inga underarter finns listade i Catalogue of Life.